# Marie-Christine Coisne-Roquette
Marie-Christine Coisne-Roquette (nascida em 4 de novembro de 1956) é uma empresária francesa. Ela atua como presidente e diretora executiva da Sonepar.

## Início da vida
Marie-Christine Coisne-Roquette nasceu em 4 de novembro de 1956. Seu tataravô, Henri Coisne foi co-fundador da Sonepar com Léopold Lambert em 1862; era uma empresa têxtil e, mais tarde, tornou-se distribuidora de material elétrico.
Coisne-Roquette se formou na Universidade Paris Nanterre, onde se formou em Inglês e Direito.

## Carreira
Coisne-Roquette começou sua carreira como advogada em 1980, quando ingressou no Cabinet Sonier & Associés. Ela se tornou diretora da Sonepar em 1983 e ingressou na empresa em 1988. Ela atua como sua presidente desde 1998 e como sua diretora executiva desde 2002.
Coisne-Roquette é a fundadora e co-CEO da Financière de la Croix Blanche. Ela também é a fundadora das Roco Industries.
Coisne-Roquette atua no conselho de administração da Total SA. Ela atuou no Comitê Executivo do Mouvement des Entreprises de France de 2009 a 2013. Ela atua no conselho de diretores da Association Nationale des Sociétés par Actions.

## Vida pessoal
Coisne-Roquette é casada com Michel Roquette, que com ela atua no conselho da Association pour la Recherche sur Alzheimer. Em 2016, ela valia cerca de € 3,6 bilhões com sua família. Eles são a 20ª família mais rica da França.